# John Paesano
John Paesano est un compositeur de musique de film américain, né 2 juillet 1977 à Birmingham (Michigan).
Après avoir commencé le piano à Birmingham, il part étudier au Conservatoire de Paris avant de parachever une formation de musique de film au Berklee College of Music de Boston.
Il remporte en février 2013 un Annie Awards pour la musique de Dragons : Cavaliers de Beurk.

## Filmographie

### Cinéma
- 2008 : Comme Cendrillon 2 (Another Cinderella Story) de Damon Santostefano
- 2010 : Superman/Batman : Apocalypse de Lauren Montgomery
- 2011 : S.W.A.T.: Firelight de Benny Boom
- 2011 : Crossmaglen de Kevin Connor[4]
- 2012 : Hirokin: Fallen Empire (Hirokin: The Last Samurai) de Alejo Mo-Sun
- 2014 : When the Game Stands Tall de Thomas Carter
- 2014 : Le Labyrinthe (The Maze Runner) de Wes Ball
- 2015 : The Phoenix Incident de Keith Arem
- 2015 : My All American de Angelo Pizzo
- 2015 : Le Labyrinthe: La Terre Brûlée (Maze Runner: The Scorch Trials) de Wes Ball
- 2016 : Almost Christmas de David E. Talbert
- 2016 : Brain on Fire de Gerard Barrett
- 2017 : L’Étoile de Noël (The Star) de Timothy Reckart (en)
- 2017 : Ces différences qui nous rapprochent (Same Kind of Different As Me) de Michael Carney
- 2017 : All Eyez on Me de Benny Boom
- 2018 : Le Labyrinthe: Le Remède mortel (Maze Runner: The Death Cure) de Wes Ball
- 2020 : Tesla de Michael Almereyda
- 2020 : The Secrets We Keep de Yuval Adler
- 2021 : Diary of Wimpy Kid - de Swinton Scott

Prochainement :
- 2022 : Cheaper by the Dozen de Gail Lerner

### Télévision
- 2007 : Ben 10: Le Secret de l'Omnitrix (Ben 10: Secret of the Omnitrix) de Sebastian O. Montes III & Scooter Tidwell
- 2011 : L'Âge de glace: Un Noël de mammouths (Ice Age: A Mammoth Christmas) de Karen Disher
- 2012-2015 : Dragons: Cavaliers de Beurk (Dragons: The Series) - série télévisée
- 2014 : Crisis - série télévisée
- 2015-2018 : Daredevil - série télévisée
- 2016 : Frankenstein Code (Second Chance) - série télévisée
- 2017 : The Defenders - série télévisée
- 2017-2018 : Salvation - série télévisée
- 2018- : Charmed - série télévisée
- 2019- : Truth Be Told - série télévisée
- 2020 : Penny Dreadful: City of Angels - série télévisée
- 2020 : Devils - série télévisée
- 2021- : Invincible - série télévisée
- 2021 : Leonardo - série télévisée

### Courts métrages
- 2009 : Hostage: A Love Story de Hank Nelken[5]

## Jeux vidéo
- 2017 : Mass Effect: Andromeda
- 2018 : Detroit: Become Human (bande-son de Markus)
- 2018 :  Marvel's Spider-Man
- 2020 : Marvel's Spider-Man: Miles Morales
- 2023 :  Marvel's Spider-Man 2

## Distinctions

### Récompenses
- World Soundtrack Awards 2015 : prix du public pour Le Labyrinthe